# Guarantã

Guarantã este un oraș în São Paulo (SP), Brazilia.